# Vinhó
Vinhó is een plaats (freguesia) in de Portugese gemeente Gouveia en telt 624 inwoners (2001).